# Den Europæiske Unions lovgivningsprocedure
Den Europæiske Union (EU) kan vedtage via en række forskellige lovgivningsprocedurer. Den procedure, der anvendes for at behandle et givet lovforslag, afhænger af hvilket område, lovgivningen omhandler. Dette er fastlagt i EU's traktater. De fleste love er nødt til at blive foreslået af Europa-Kommissionen og godkendt af Rådet for Den Europæiske Union for at kunne blive til lov.
Gennem årene er den lovgivende magt hos Europa-Parlamentet stærkt forøget. Det gik fra at være begrænset til at give ikke-bindende udtalelser, til at arbejde på lige fod med Det Europæiske Råd i lovgivningsarbejdet.
Beføjelsen til at ændre traktaterne for Den Europæiske Union, nogengange kendt som unionens grundlæggende lov, eller endda som dens de facto forfatning, er forbeholdt medlemstaterne, og skal ratificeres af disse i overensstemmelse med deres respektive forfatninger. En undtagelse for denne regel er de såkaldte passerelleklausuler, der under visse betingelser, at den almindelige lovgivningsprocedure generaliseres til at gælde på områder, hvor den ikke gjaldt oprindeligt, uden formelt at ændre traktaterne.

## Hovedaktører

### Europa-Parlamentet
Uddybende artikel: Europa-Parlamentet.
Europa-Parlamentets 751 medlemmer vælges direkte hvert femte år ved almindelige valg. Det organiserer sig selv som et normalt flerpartisystem og gennemføre det meste af dettes arbejde i sine udvalg. Medlemmerne sidder i politiske grupperinger snarere end i nationale delegationer. Men de politiske grupper står svagt, grundet deres konstruktion som overbygning af forskelligeartede, nationale og ideologiske partier. De nationale partier placerer sig i den gruppe, de tilhører rent ideologiske på det grove plan.
Parlamentets beføjelser er vokset betydeligt siden 1950'erne, så denne magt er meget lige med Rådet, når et nyt lovforslag skal behandles. Det har fået større beføjelser over for udnævnelsen af kommissionen, og har mulighed for afsætte denne med et mistillidsvotum.

### Rådet
Uddybende artikel: Rådet for Den Europæiske Union.
 Tekst mangler, hjælp os med at skrive teksten

### Kommissionen
Uddybende artikel: Europa-Kommissionen.
 Tekst mangler, hjælp os med at skrive teksten
| EU | Spire Denne artikel om EU er en spire som bør udbygges. Du er velkommen til at hjælpe Wikipedia ved at udvide den. |